# Nikola Petkov
Nikola Dimitrov Petkov (bulharsky Никола Димитров Петков, 8. července 1893 Sofie – 23. září 1947 tamtéž) byl bulharský politik, popravený jako odpůrce komunistického režimu.
Pocházel z rodiny s politickou tradicí: jeho otec Dimitar Petkov byl v letech 1906–07 předsedou bulharské vlády, starší bratr Petar Petkov byl za svoji činnost v opozici proti režimu Aleksandra Cankova v roce 1924 zavražděn.
Po ukončení sofijského gymnázia bojoval v balkánských válkách, v roce 1922 vystudoval na Sorbonně právo a politologii a působil ve Francii jako novinář do roku 1929, kdy se vrátil do Bulharska. Byl aktivní v Bulharském zemědělském lidovém svazu (BZLS), napsal životopis premiéra Aleksandra Stambolijského. V roce 1938 byl zvolen poslancem, ale pro kritiku autoritářského carského režimu byl zbaven mandátu a poslán do vyhnanství v Ivajlovgradu. V roce 1942 se stal jedním ze zakladatelů široké koalice protifašistických sil nazvané Vlastenecká fronta, která se převratem v září 1944 dostala k moci. Petkov byl poslancem za BZLS a ministrem koaliční vlády, postupně se v ní však dostával do konfliktů s představiteli Bulharské komunistické strany, usilujícími o mocenský monopol. Dne 5. června 1947 byl proto Petkov v budově parlamentu zatčen a obviněn z vlastizrady. Dne 15. srpna téhož roku byl odsouzen k trestu smrti, v noci na 23. září v Ústřední sofijské věznici popraven oběšením a pohřben do neoznačeného hrobu.
Proces s Petkovem inspiroval anglického spisovatele Erica Amblera k napsání románu Případ Delčev.